# 李家孝
李家 孝（りのいえ たかし、1895年（明治20年）3月28日 - 1978年（昭和53年）2月18日）は、日本の実業家。三菱製鋼株式会社元取締役会長。剣道範士。

## 来歴
李家隆介の次男として生まれる。1919年（大正8年）、東京帝国大学工学部機械科卒業後、三菱重工業に入社。1941年（昭和16年）、三菱重工業神戸造船所造機工作部長を務める。1950年（昭和25年）、東日本重工業社長に就き、1952年（昭和27年）、三菱日本重工業株式会社取締役を経て、1955年（昭和30年）に三菱製鋼株式会社取締役会長兼三菱日本重工業株式会社取締役（後に相談役）に就任した。

## 人物
趣味は剣道、謡曲、打球。宗教は真宗。

## 家族
長男・孝信（三井物産・三井リース事業副社長）は新田帯革製造所（現ニッタ）社長新田長三の次女・絢子と結婚した。孫（孝信の長男）は東京大学大学院工学系研究科・工学部教授の李家賢一。